# Сблъсък във въздуха над река Потомак през 2025 г.
На 29 януари 2025 г. самолетът „Бомбардие CRJ700ER“, който изпълнява полет 28 на „Американ Еърлайнс“ (в този ден изпълняван от „PSA Еърлайнс“ като „Американ Ийгъл“), от националното летище „Уичита Дуайт Д. Айзенхауер“, Уичита, Канзас, до националното летище „Роналд Рейгън Вашингтон“, Арлингтън, Вирджиния, и вертолетът „Сикорски UH-60 Блек Хоук“ при полет 25 на „Приорити Еър Транспорт“ на армията на САЩ, се сблъскват във въздуха над река Потомак, Вашингтон, САЩ. Катастрофата се случва на около 800 м преди летището в Арлингтън и отнема живота на всички 67 души на борда на двете машини. Инцидентът е заснет от уеб камера на Центъра за сценични изкуства „Джон Ф. Кенеди“.
И двата самолета комуникират с контрола на въздушното движение, преди да се сблъскат. Екипажът на вертолета съобщава два пъти, че има визуален контакт със самолета и поддържа дистанция от него, въпреки че не е известно дали следи правилния самолет и дали чува цялата комуникация с кулата поради спрян микрофон.
На 11 март Националният съвет за безопасност на транспорта публикува предварителен доклад и спешни препоръки за безопасност, в които се набляга на вертикалното разстояние между траекторията на подхода към пистата и маршрута на вертолета. Председателят на НСБТ казва, че Федералната авиационна администрация не предприема действия във връзка с данни, които показват броя на предупрежденията за сблъсък в района през последното десетилетие.
Това е първата голяма катастрофа с търговски пътнически самолет в САЩ от близо 16 години насам, след инцидента при полет 3407 на „Колган Еър“ през 2009 г., най-смъртоносната въздушна катастрофа в САЩ след катастрофата при полет 587 на „Американ Еърлайнс“ през 2001 г. и първата фатална катастрофа със самолет от серията CRJ700. Това е първата катастрофа в река Потомак след тази при полет 90 на „Еър Флорида“ на 13 януари 1982 г.